# 南京师范大学附属中学树人学校
32°4′24″N 118°43′37″E / 32.07333°N 118.72694°E
南京师范大学附属中学树人学校，是原附属于南京师范大学附属中学的一所初级中学。学校原名南京树人国际学校，创办于2001年，为民办初中。2012年更名为南京师范大学附属中学树人学校，并于2013年至2016年的三年过渡期之后实行公办制度。
依据在北京师范大学进行的《全国百强初中排名》项目报告内部研讨会上发布的《2017年全国初中教育影响力报告》，南京师范大学附属中学树人学校排名全国初级中学第49名。

## 学校简介
南京师范大学附属中学树人学校现有一个校区，即滨江校区。滨江校区占地面积约68亩，建筑面积近7万平方米。
学校目前共有67个班级，3000余名学生，教职员工190余人。
学校各项配置完善，拥有可容纳320人的学术报告厅、850人的学生剧场、400米标准跑道体育场、标准篮球场、恒温游泳馆（现已停用，校方未有整修计划）。学校图书馆、实验室均按标准进行配置，同时配有校园电视台，录播教室，多个音乐、美术特色教室和地理、历史、国学等学科专业教室（现多已作为办公室使用），用来满足学校多样化课程开展的需要。但因其设备齐全却很少正式使用故有遭质疑其实为“面子工程”。
近两年先后被评为南京市文明单位、南京市园林式校园、南京市推进素质教育示范初中考察学校、南京市国家安全教育实验学校、全国空军招飞优质生源中学、蒙台梭利模拟联合国江苏省培训基地、鼓楼区5A健康校园、鼓楼区首批初中学科基地。

## 校史沿革
2001年9月，南京树人国际学校（简称树人国际）由南京师范大学附属中学于2001年独资创办，时为民办学校。2008年3月，与南京市第三十四中学合作创办南京师范大学附属中学优质生源基地学校。2008年9月，增加钟阜路校区。2009年2月，与宿迁市宿城区政府合作创办南京树人国际学校宿迁分校。2010年9月，与下关区人民政府合作创办南京师范大学附属中学树人学校，预告三年内亮相滨江新区。2013年12月，正式搬迁至南京师范大学附属中学树人学校滨江校区。

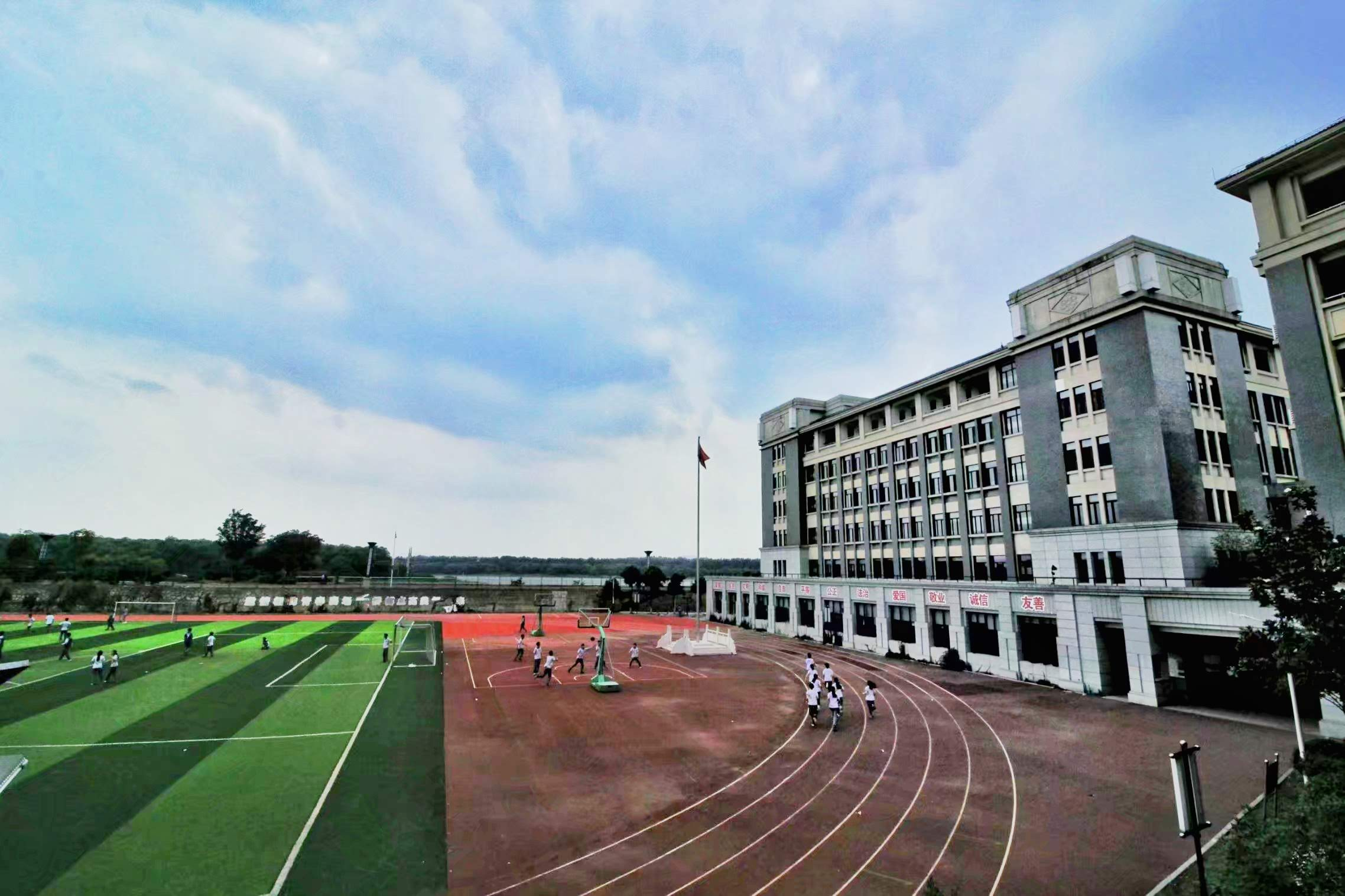
从2号教学楼2楼平台远望，右侧即为行政楼。

## 校训
校训与南京师范大学附属中学一致。

## 校风
诚朴 诚朴做人，诚朴做事，诚朴做学问

## 教育理念
教育就是在现实中创造未来。
最好的教育是适合（适性和适度）学生发展的教育。
教育就是要开发每一个学生的创造性潜能。
教师的创造性教学意味着学生创造性学习。
教学无止境，成长无极限。

## 学校文化
和而不同、和衷共济的组织文化
掏出心来、相互尊重的行为文化
权责平等、民主公正的制度文化
追求诚朴、追求卓越的质量文化
行胜于言、锐意实验的教育文化
批判与建设、解构与建构的思维文化

## 办学目标
把南京师范大学附属中学树人学校建设成为在江苏省有示范性、引领性，在国内外有重要影响的，
现代化、国际化，高质量、有特色的基础教育品牌学校。

## 培养目标
培养以天下为已任，具有健全人格、独立人格和创造人格的人。

## 学生特质
关爱 · 责任 · 创造。（页面存档备份，存于）

## 国际交流

### 友好学校
- 中華民國（臺灣）
  - 台北市私立薇阁高级中学
    - 两校间合作始于2014年12月5日，时任江苏省副省长曹卫星率领江苏省教育访问团参访台北市私立薇阁中小学，并于薇阁董事长李传洪达成共识，深度交流两岸基础教育的经验。[10]2015年4月17日，时任树人学校校长张建波率团参访台北市私立薇阁中小学，双方共同签订了友好合作交流协议。[11][12]2015年11月26日，薇阁中学校长李光伦先生前来树人学校考察交流，为进一步促进两校间的了解与合作，双方草签了交流合作意向书。26日下午，时任树人学校校长张建波与台北市薇阁中学李光伦校长一同赴苏州参加首届"苏台基础教育发展论坛"。[13]2017年11月16日，薇阁中学校长李光伦先生再次到访树人，两校就办学理念、培养目标、经典文化、国际课程等方面展开研讨。交流结束后，孙小红校长与李光伦校长一同赴常州溧阳参加第三届"苏台基础教育发展论坛"，推动两岸基础教育交流合作。[14]

- 美国
  - Log College
    - 2018年7月11日，孙小红校长与宾夕法尼亚州的学区长David Baugh先生签署南师附中树人学校与Log College（英语：Log College）的合作协议，双方结成友好学校。[15]

- 新加坡
  - 德明政府中学
    - 2018年11月12日至13日，德明政府中学刘德荣校长带队，同一百五十余名师生前往树人学校进行访问交流，此次访问是两校间首次大规模师生互动。[16]

  - 百德中学
    - 2018年树人学校与百德中学结为对口学校。2018年7月，树人学校的22位学生受邀访问新加坡百德中学10天，进行学习生活交流。11月底，新加坡百德中学进行回访。[17]

## 评价

### 正面

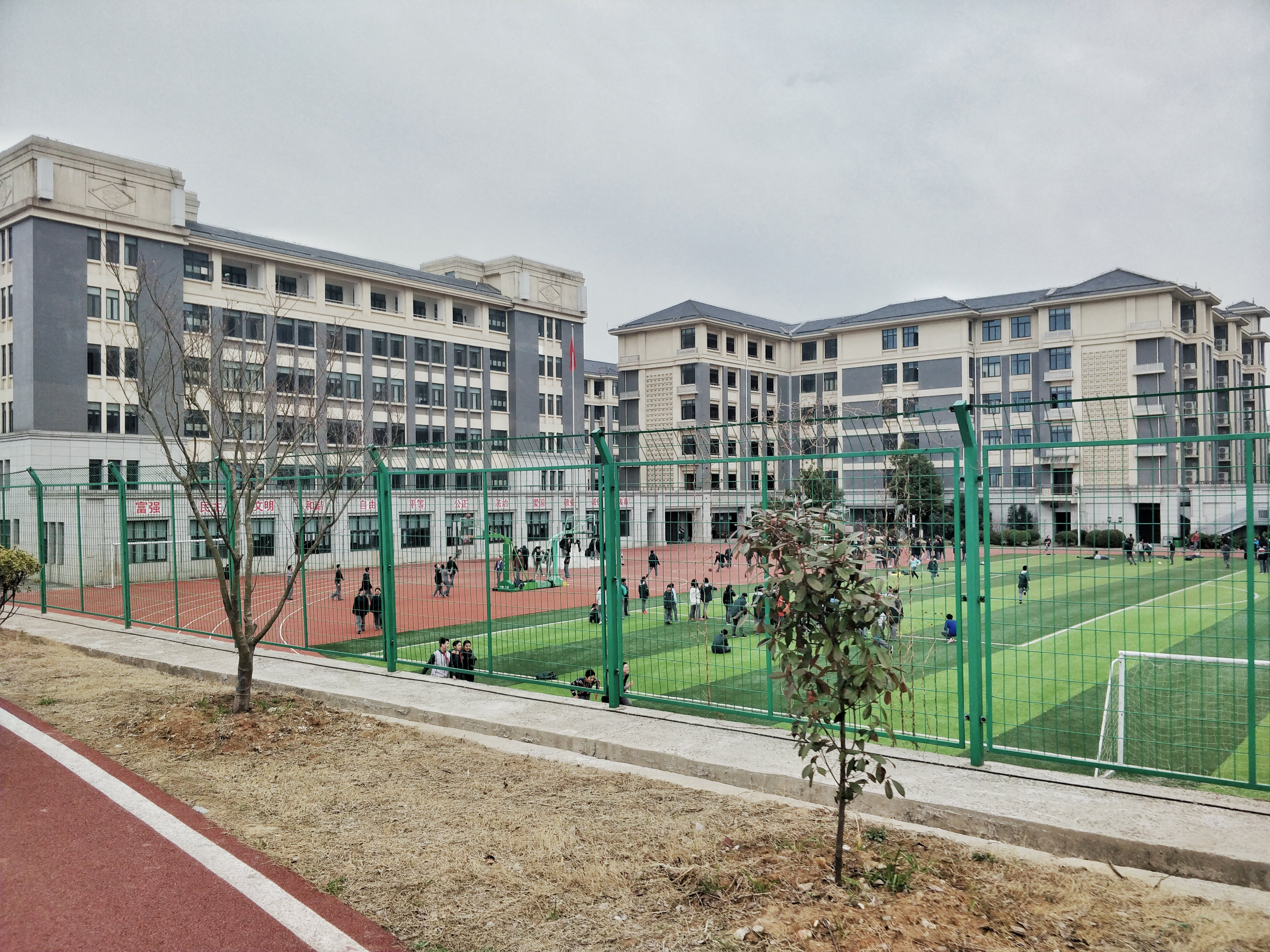
操场及建筑；左侧为行政楼，右侧为教学楼。

秉承百年附中的先进办学理念，校风严谨、纪律严明。同时又注重培养学生的国际观，每年举办前往美国、英国、德国、澳大利亚等国的修学旅行（学生自费），同时也与诸多外国学校交流，例如每年于澳大利亚考菲尔德学校进行学生交换活动。
树人的应试教育较为成功。2016年南京中考中，南师附中达线率和四星级高中达线率仅次于南京外国语学校，居南京市第二。学校同时也注重学生的综合发展，开展大量选修课与活动课，囊括地理、历史、语言、体育、信息、艺术等多个学科，2018年3月引进人工智能课堂，推动STEM教育的发展。据调查，是全国中小学校中首个开创人工智能课程的学校。在2018年南京中考中，树人学校平均分为600.21分，居南京市前列。2020年中考，树人学校成绩历史新低，考入本部高中学生仅有三十多位，其学生生源与教师水平受到外界的一些质疑。

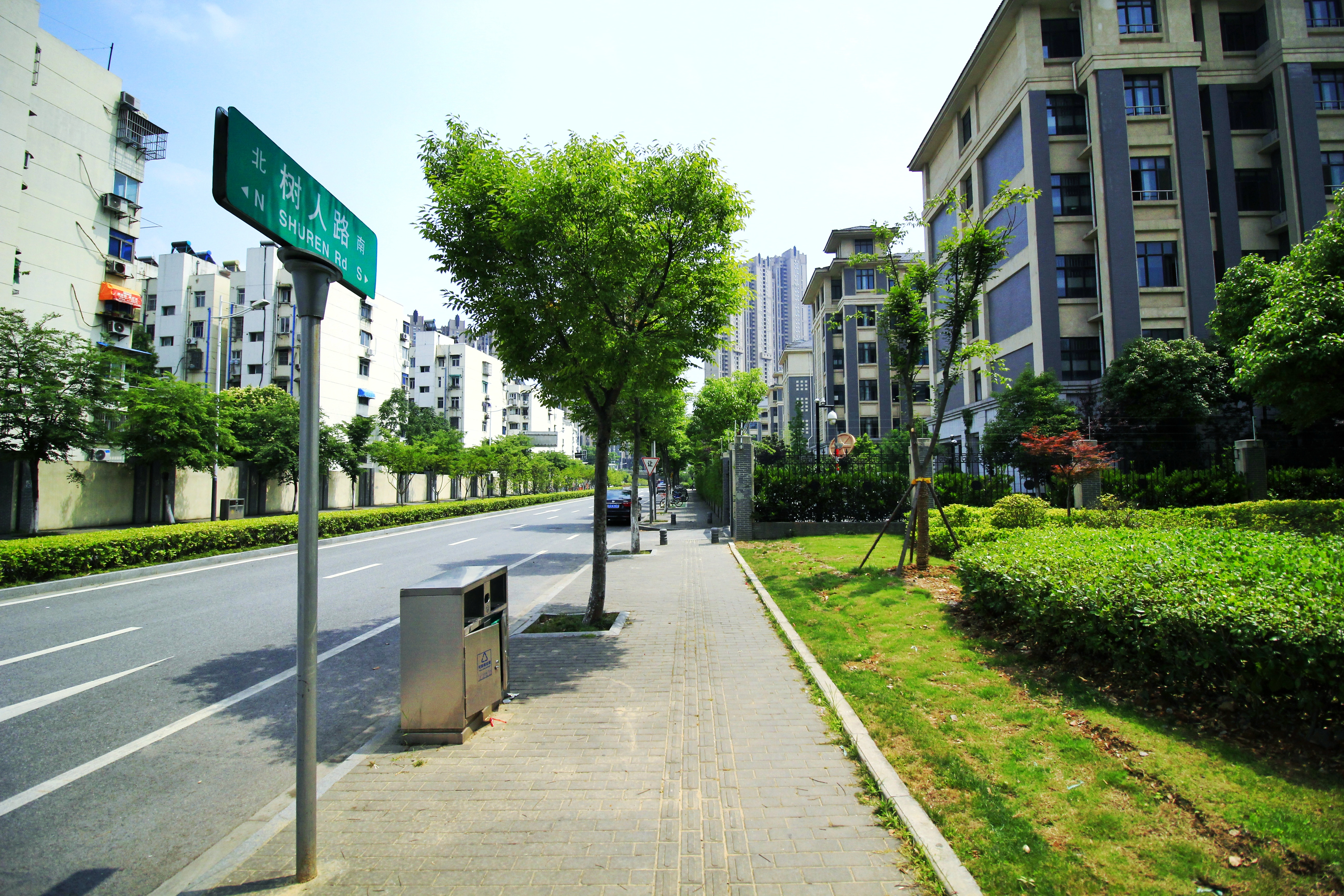
树人路，右侧即为南京师大附中树人学校。

### 负面
与部分南京初中相似，树人学校在民办期间以择优录取的方式招收新生，参考学生在校成绩、三好学生（或优秀少先队员）、课外竞赛获奖、各教育机构的获奖证书。以前每年暑假期间，学校组织所有新生进行考试。为避有关部门审查，测验时间及内容不定，一般考试前数天通知学生。新生入学前，划分3+3班、实验班与平行班三种班型，每届均为三个3+3班；实验班与平行班数不定，但两数大致相等。此举被指与中华人民共和国义务教育法第二十二条相违背。现经过整改，废除分班，初三年级另设提高班（年级前80），每周星期三星期四星期五下午最后一节课进行单独授课。
2016年树人学校由民办转为公办制度，意味优录政策废除、大量的小学应届毕业生通过学区入读树人学校，导致生源质量下滑。

## 学生文化
在学生群体中，树人学校的老师根据其教龄、知名度在学生全体中有不等的外号，而这些外号往往被一届届树人学子相传，如副校长周华光常被学生称为“周化肥”，史震虎则被称为“大虎”“猫猫”，现初三年级部主任蒋光明被称为“Sunshine”，诸如此类。
树人学校日常管理宽松，在不违反日常常规的前提下，对于各种文化、兴趣、信仰均有很强的接受程度，缘之空、89民运与中国民主等敏感问题学生都能私底下进行讨论，对于这种讨论，各个老师往往持宽容态度。
树人学校学生使用VPN翻墙软件的人数很多，据编者进行不完全统计，至少有1/3的学生会有浏览国外网站的习惯。
树人学生还依据传统，还建有学生QQ群，现分为两群，一为树人八卦群，主要为各位树人学子提供校内社交的平台，二为树人表白群，并设有表白栏，以供学生匿名表白校内暗恋对象。